# Staphylococcus agnetis
Espèce
Staphylococcus agnetis est une bactérie émergente appartenant au genre Staphylococcus, qui fait partie du phylum des Bacillota (ex-Firmicutes), de la classe des Bacilli, de l'ordre des Caryophanales et de la famille des Staphylococcaceae.

## Historique
Cette bactérie a été isolée pour la première fois à partir d'échantillons de lait provenant de vaches laitières du sud de la Finlande, présentant des infections intramammaires subcliniques et légèrement cliniques. Depuis sa découverte initiale, S. agnetis a été identifiée dans différentes régions du globe,,.

## Taxonomie
Le nom correct complet (avec auteur) de ce taxon est Staphylococcus agnetis Taponen et al. 2012.

### Étymologie
L'étymologie de cette espèce est la suivante : « N.L. gen. fem. n. agnetis, of Agnes, named in honour of Europe’s first female veterinary surgeon, the Finn, Agnes Sjöberg (1888-1964), who struggled her way into the profession, despite resistance from her male colleagues ».
Le nom de S. agnetis est un hommage à Agnes Sjöberg, une vétérinaire finlandaise (1888-1964), qui fut la première femme vétérinaire en Europe et la première femme en Europe à obtenir un doctorat en médecine vétérinaire en 1918.

## Pathogénicité
Des études révèlent que S. agnetis est responsable de diverses maladies chez les poulets de chair et les poulets reproducteurs.

## Description
Cette bactérie Gram positive est coagulase-variable et facultativement anaérobie. Elle se présente sous forme de cocci non mobiles, non sporulés, pouvant se regrouper seuls, en paires ou en petits amas.
Les colonies de S. agnetis sur l'agar sang présentent une morphologie similaire à celles de S. hyicus, ce qui peut entraîner une mauvaise identification de ces deux espèces. Contrairement à S. aureus, les colonies de S. agnetis ne montrent pas de pigmentation jaunâtre et peuvent être β-hémolytiques ou non hémolytiques.
D'un point de vue biochimique, S. agnetis est étroitement lié à S. hyicus et S. chromogenes. Certaines méthodes d'identification génétique, telles que le séquençage de l'ADNr 16S ou du gène dnaJ (protéine de choc thermique 40, Hsp40), se sont révélées insuffisamment précises pour différencier S. agnetis des autres espèces de Staphylococcus,.

## Identification par des méthodes de biologie moléculaire
Le séquençage des gènes de la sous-unité β de l'ARN polymérase (rpoB) et du facteur d'élongation Tu (tuf) permet de différencier S. agnetis de S. hyicus en utilisant des seuils suffisamment élevés.
Il convient de noter que la plupart des cas d'infections opportunistes signalés chez les poulets de chair causées par S. hyicus ont été enregistrés avant que S. agnetis ne soit reconnu en tant qu'espèce distincte. Il est possible que S. agnetis se soit divergé de S. hyicus il y a longtemps, et certaines des infections diagnostiquées à l'époque comme étant causées par S. hyicus pourraient en réalité avoir été causées par S. agnetis.
Pour faciliter la distinction entre S. hyicus, S. agnetis et S. aureus, une méthode utilisant un test PCR multiplex associé à l'électrophorèse en champ pulsé (PFGE) a été proposée. Le segment partiel du gène aroD a été amplifié dans le PCR multiplex pour identifier S. hyicus et S. agnetis, tandis que le gène nuc a été amplifié pour identifier S. aureus.
Staphylococcus agnetis représente donc un nouvel agent pathogène émergent qui peut provoquer une chondronecrose bactérienne avec ostéomyélite, une endocardite et une septicémie chez les poulets de chair, nécessitant une attention particulière dans le domaine de la santé animale.